# Hieracium declivium
Hieracium declivium là một loài thực vật có hoa trong họ Cúc. Loài này được Norrl. ex Üksip mô tả khoa học đầu tiên năm 1959.